# This Note's for You
This Note's for You je sedmnácté studiové album kanadského hudebníka Neila Younga. Album vyšlo v dubnu 1988 a jako interpret je uvedeno „Neil Young & the Bluenotes“. Album vyšlo v obnovené spolupráci s vydavatelstvím Reprise Records, ke kterému se vrátil po sedmileté pauze, kdy vydával u Geffen Records.

## Seznam skladeb
Autorem všech skladeb je Neil Young.
| Pořadí | Název                    | Délka |
| ------ | ------------------------ | ----- |
| 1.     | Ten Men Workin'          | 6:28  |
| 2.     | This Note's for You      | 2:05  |
| 3.     | Coupe De Ville           | 4:18  |
| 4.     | Life in the City         | 3:13  |
| 5.     | Twilight                 | 5:54  |
| 6.     | Married Man              | 2:38  |
| 7.     | Sunny Inside             | 2:36  |
| 8.     | Can't Believe Your Lyin' | 2:58  |
| 9.     | Hey Hey                  | 3:05  |
| 10.    | One Thing                | 6:02  |

## Obsazení
- Neil Young – zpěv, kytara
- Chad Cromwell – bicí
- Rick Rosas – baskytara
- Frank Sampedro – klávesy
- Steve Lawrence – tenorsaxofon
- Ben Keith – altsaxofon
- Larry Cragg – barytonsaxofon
- Claude Cailliet – pozoun
- John Fumo – trubka
- Tom Bray – trubka